# Beaumesnil (Calvados)
Beaumesnil és un municipi francès situat al departament de Calvados i a la regió de Normandia. L'any 2007 tenia 194 habitants.

## Demografia

### Població
El 2007 la població de fet de Beaumesnil era de 194 persones. Hi havia 66 famílies de les quals 12 eren unipersonals (4 homes vivint sols i 8 dones vivint soles), 17 parelles sense fills i 37 parelles amb fills.
La població ha evolucionat segons el següent gràfic:
Habitants censats

### Habitatges
El 2007 hi havia 93 habitatges, 73 eren l'habitatge principal de la família, 13 eren segones residències i 7 estaven desocupats. 92 eren cases i 1 era un apartament. Dels 73 habitatges principals, 49 estaven ocupats pels seus propietaris i 24 estaven llogats i ocupats pels llogaters; 5 tenien dues cambres, 5 en tenien tres, 23 en tenien quatre i 39 en tenien cinc o més. 49 habitatges disposaven pel capbaix d'una plaça de pàrquing. A 35 habitatges hi havia un automòbil i a 37 n'hi havia dos o més.

### Piràmide de població
La piràmide de població per edats i sexe el 2009 era:
| Homes | Edats   | Dones |
| ----- | ------- | ----- |
| 0     | 95 o +  | 0     |
| 4     | 90 a 94 | 4     |
| 0     | 85 a 89 | 0     |
| 4     | 80 a 84 | 0     |
| 0     | 75 a 79 | 4     |
| 12    | 70 a 74 | 0     |
| 0     | 65 a 69 | 4     |
| 4     | 60 a 64 | 0     |
| 0     | 55 a 59 | 8     |
| 0     | 50 a 54 | 0     |
| 16    | 45 a 49 | 8     |
| 12    | 40 a 44 | 12    |
| 8     | 35 a 39 | 12    |
| 0     | 30 a 34 | 0     |
| 8     | 25 a 29 | 4     |
| 4     | 20 a 24 | 8     |
| 16    | 15 a 19 | 4     |
| 8     | 10 a 14 | 4     |
| 20    | 5 a 9   | 4     |
| 0     | 0 a 4   | 0     |

## Economia
El 2007 la població en edat de treballar era de 121 persones, 99 eren actives i 22 eren inactives. De les 99 persones actives 88 estaven ocupades (57 homes i 31 dones) i 11 estaven aturades (4 homes i 7 dones). De les 22 persones inactives 3 estaven jubilades, 9 estaven estudiant i 10 estaven classificades com a «altres inactius».

### Ingressos
El 2009 a Beaumesnil hi havia 79 unitats fiscals que integraven 219 persones, la mediana anual d'ingressos fiscals per persona era de 15.590 €.

### Activitats econòmiques
Dels 8 establiments que hi havia el 2007, 1 era d'una empresa alimentària, 1 d'una empresa de fabricació d'altres productes industrials, 2 d'empreses de construcció, 1 d'una empresa de comerç i reparació d'automòbils, 2 d'empreses de serveis i 1 d'una entitat de l'administració pública.
Dels 3 establiments de servei als particulars que hi havia el 2009, 1 era una autoescola, 1 paleta i 1 electricista.
L'any 2000 a Beaumesnil hi havia 12 explotacions agrícoles que ocupaven un total de 372 hectàrees.

## Poblacions més properes
El següent diagrama mostra les poblacions més properes.